# Zarafa

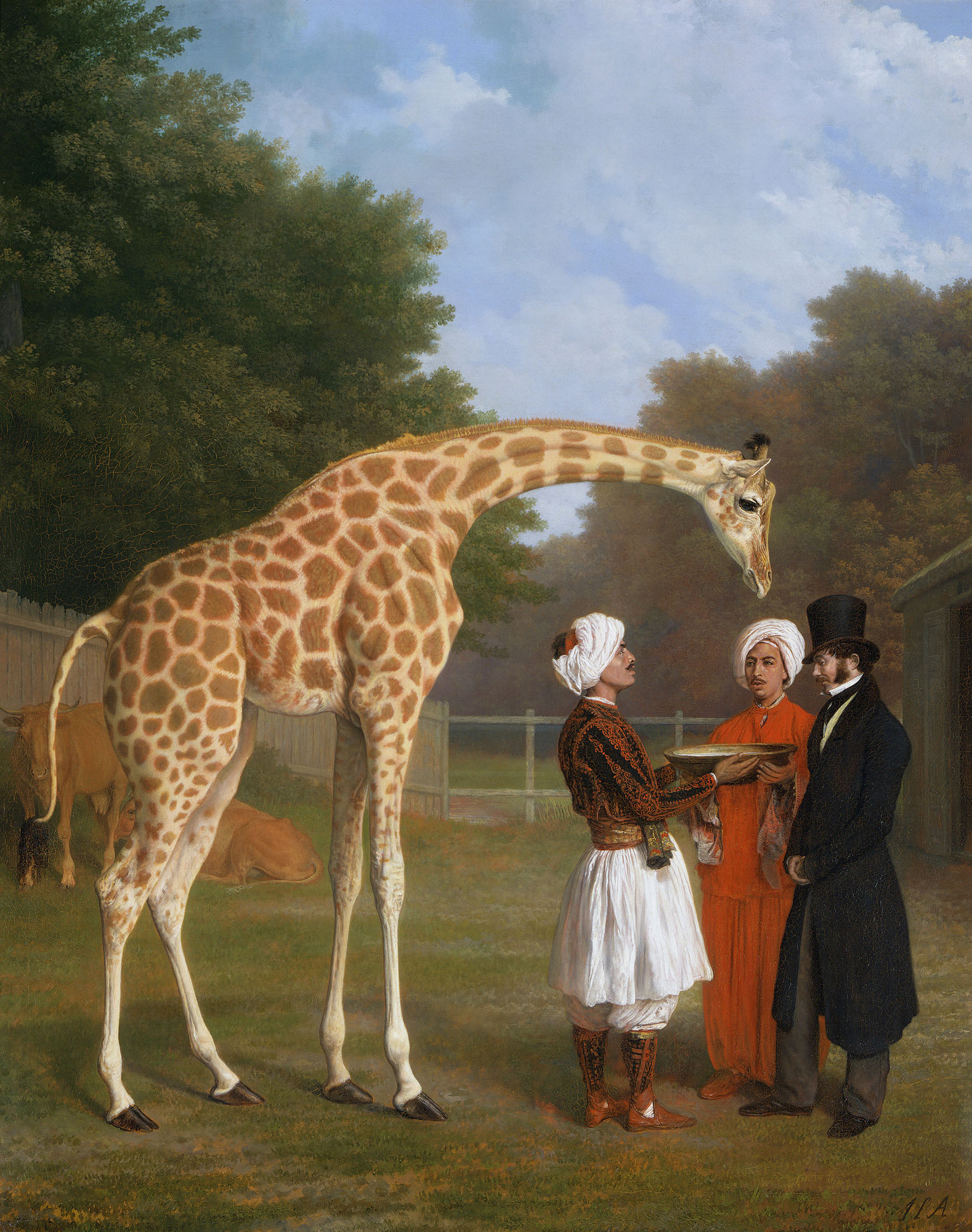
Een van de drie giraffen die Mohammed Ali naar Europa zond (1827). Schilderij van Jacques-Laurent Agasse.

Zarafa (Soedan?, ca. 1825 – Parijs, 12 januari 1845) was een giraffe die leefde in de Jardin des Plantes in Parijs. Ze is waarschijnlijk een van de eerste giraffen die langer dan twee jaar in Europa leefden. Haar naam betekent in het Arabisch 'charmante' of 'mooie', en ook 'giraf'.
Zarafa was een cadeau voor koning Karel X van Frankrijk van Mohammed Ali, de gouverneur van Egypte. Hij hoopte dat zijn buitengewone gift koning Karel ertoe zou bewegen om zijn steun aan de Griekse opstand in te trekken. Dat was vergeefs, want op 20 oktober 1827 versloeg een geallieerde vloot, bestaande uit Franse, Engelse en Russische schepen een veel grotere Turkse vloot in de Zeeslag bij Navarino, waardoor de Griekse onafhankelijkheid onafwendbaar werd. 
Ze werd gevangen als kalf in Sennar, Soedan. Op de rug van een kameel werd ze naar Khartoem gebracht. Op een boot op de Nijl kwam ze in Caïro aan. Via de Middellandse Zee voeren ze naar Marseille, waar zij, haar verzorger en drie koeien (die haar melk gaven) overwinterden. Natuuronderzoeker Étienne Geoffroy Saint-Hilaire begeleidde haar in Frankrijk en zorgde voor schoeisel en een van dekens gemaakte dubbele, gele jas, voor de wandeltocht van 900 kilometer naar Parijs. Het duurde 41 dagen voordat ze in Parijs aankwamen en in elk dorp of stad was ze een bezienswaardigheid. Toen ze op 9 juli 1827 in Parijs aankwam, waren er 100.000 mensen op de been om haar te zien. Ze bleef in Parijs tot ze 18 jaar later stierf.
Samen met Zarafa werden er ook twee giraffen gestuurd naar de Engelse koning George IV en keizer Frans II in Wenen. Deze dieren stierven echter wel binnen twee jaar.